# El caimán (película)
Il caimano (en español: El caimán) es una película de 2006 dirigida por el director italiano Nanni Moretti.

## Trama
Un productor de cine de serie B, Bruno Bonomo, que en los años setenta se dedicó al cine basura junto a su esposa, atraviesa un momento difícil, tanto profesional como humano; Su compañía está al borde de la bancarrota y su matrimonio se está desmoronando. Su único salvavidas parece ser el guion de una joven directora, Teresa, a quien le gustaría hacer una película, titulada El caimán, que cuenta la vida de Silvio Berlusconi.
La historia de la película a rodar se desarrolla al mismo tiempo que la personal y afectiva del productor. Si, por un lado, la producción de la película encuentra problemas considerables, esencialmente debido a la renuencia de los iniciados a tratar un tema tan "candente" como el ascenso de Berlusconi, incluida la deserción del actor Marco Pulici que tuvo que interpretar al Caimán, por otro lado también la relación entre los cónyuges Bonomo se deteriora cada vez más hasta la separación.
A pesar de todo, Bonomo decide hacer la película de todos modos, comprometiéndose financieramente con todo lo que posee; Desafortunadamente, solo puedes filmar la última escena, que quizás más que todas las demás te hace entender el verdadero significado de la película. Silvio Berlusconi entra en la sala del tribunal para asistir a la lectura de la sentencia del juicio. Está solo, ya no es poderoso y ninguno de sus aliados está cerca de él: está condenado a 7 años.
Sin embargo, sale del juzgado amonestando a los jueces a temer la reacción del pueblo, que no habría permitido la condena persecutoria de uno de sus representantes electos y, tras hacer declaraciones a los periodistas, un grupo de personas viene a animarlo cuando entra en su coche. A la salida de los jueces, sin embargo, las mismas personas que habían celebrado a los condenados comienzan a arrojarles todo, incluidos los cócteles molotov. La imagen de Berlusconi-Moretti abandonando la escena cierra la película, con el resplandor de la revuelta popular de fondo.

## Colaboraciones
- Franco Piersanti vuelve a colaborar con Moretti para la banda sonora después de 23 años como Bianca.
- Varios directores y guionistas participan en la película en pequeños cameos (además del propio Moretti): en orden Paolo Virzì, Paolo Sorrentino, Giuliano Montaldo, Antonello Grimaldi, Carlo Mazzacurati, Renato De Maria, Matteo Garrone y el guionista Stefano Rulli. 12 años después, Sorrentino dirigió una película sobre la historia de Berlusconi, Loro, protagonizada por Toni Servillo. La película también contó con el Nuovo Coro Lirico Sinfónico Romano que interpretó Dixit Dominus de Georg Friedrich Händel.

## Citas
- Algunas escenas de El viaje de Chihiro, de Hayao Miyazaki, aparecen en la película, que ganó el Oscar a la mejor película de animación (en 2003).

## Distribución
La película se estrenó en los cines italianos el 24 de marzo de 2006 y luego se incluyó en la selección de competencia en el Festival de Cine de Cannes. La película se estrenó en Sky Cinema Mania el 27 de abril de 2007. Originalmente estaba programado para el 25 de abril, pero fue eliminado del calendario debido a la coincidencia de las elecciones locales de Italia de 2007. Las escenas finales de la película, que iban a ser mostradas el 9 de febrero de 2011 durante el programa Parla con me conducido por Serena Dandini en Rai 3, fueron objeto de disputa por la dirección general de RAI y no fueron emitidas. El 30 de abril, el director, invitado en LA7 en la emisión del programa In onda, afirma que « "Después de que se estrenó la película, Rai la compró por un millón y medio de euros por cinco pasajes en otros tantos años. Ya han pasado tres años y un mes y todavía no se ha transmitido". La película fue emitida el 19 de junio de 2011 en Rai 3, registrando una audiencia de 2.766.000 espectadores con una cuota del 12,97%.

## Reacciones
Incluso antes del estreno en los cines hubo una disputa de comentarios sobre la película; Muchos políticos italianos han ido tan lejos como para pedir su aplazamiento con respecto a las elecciones generales del 9 y 10 de abril de 2006, ya que la película habría "influido" en el electorado. El director siempre ha señalado que esta no era una película política, sino la historia de una pareja, en la que el tema político es el marco. Además, en lugar de hablar de Berlusconi, habla sobre todo del berlusconismo (o más bien del antiberlusconismo), de los vicios de los italianos y de cómo el advenimiento de Berlusconi ha cambiado los hábitos de las personas, su consumismo.
El 1 de abril de 2006, el partido Liberales Reformadores anunció provocativamente que quería cambiar su símbolo de salmón contra la corriente al caimán, en controversia con la película crítica de Berlusconi.
Berlusconi, al comienzo de un mitin en Nápoles, dijo irónicamente: "Anoche tuvimos el placer de tener en Rai a un excelente director italiano que contó un cuento de hadas y me dio un apodo que me faltaba: caballeros, soy el caimán".

## Ingresos
El caimán ocupó el puesto 20 entre las 100 películas más taquilleras de la temporada de cine italiano 2005 y 2006 .

## Reconocimientos
- 2006 - Premio David de Donatello
  - Mejor película a Nanni Moretti y Angelo Barbagallo
  - Mejor dirección a Nanni Moretti
  - Mejor productor a Nanni Moretti y Angelo Barbagallo
  - Mejor actor protagonista a Silvio Orlando
  - Mejor músico a Franco Piersanti
  - Mejor sonido a  Alessandro Zanon
  - Nominación mejor guión  a Nanni Moretti, Francesco Piccolo y Federica Pontremoli
  - Nominación mejor actriz protagonista a Margherita Buy
  - Nominación mejor actriz no protagonista a Jasmine Trinca
  - Nominación mejor actor no protagonista a Nanni Moretti
  - Nominación mejor fotografía a Arnaldo Catinari
  - Nominación mejor escenografía a Giancarlo Basili
  - Nominación mejor vestuario a Lina Nerli Taviani
  - Nominación Premio Film Commission Torino Piemonte a Nanni Moretti
- 2007 - Nastro d'argento
  - Mejor productor a Angelo Barbagallo e Nanni Moretti (Sacher Film)
  - Mejor actor protagonista a Silvio Orlando
  - Mejor actriz protagonista a Margherita Buy
  - Nominación Director de la mejor película a Nanni Moretti
  - Nominación mejor fotografía a Arnaldo Catinari
  - Nominación mejor escenografía a Giancarlo Basili
  - Nominación mejor sonido en directo a Alessandro Zanon
- 2006 - Ciak d'oro
  - Mejor película a Nanni Moretti e Angelo Barbagallo
  - Mejor dirección a Nanni Moretti
  - Mejor actor protagonista a Silvio Orlando
  - Mejor actriz protagonista a Margherita Buy
  - Mejor guión  a  a Federica Pontremoli, Francesco Piccolo e Nanni Moretti
  - Mejor productor a Angelo Barbagallo y Nanni Moretti
  - Mejor  montaje a Esmeralda Calabria
  - Mejor banda sonora a Franco Piersanti
  - Mejor manifiesto
  - Nominación mejor actor no protagonista a Nanni Moretti
  - Nominación mejor actor no protagonista a Michele Placido
  - Nominación mejor actriz no protagonista a Jasmine Trinca
  - Nominación mejor sonido en directo a Alessandro Zanon
- 2006 - Globo d'oro
  - Nominación Mejor película
  - Nominación  Mejor dirección a Nanni Moretti
  - Nominación mejor actor a Silvio Orlando
- 2006 - European Film Awards
  - Nominación mejor actor a Silvio Orlando
- 2006 - Festival de Cannes 
  - Premio de la ciudad de Roma  a Nanni Moretti
  - Nominación Palma de oro a Nanni Moretti